# Distretto di Žargalant (Bajanhongor)
Il distretto di Žargalant è uno dei venti distretti (sum) in cui è suddivisa la provincia di Bajanhongor, in Mongolia. Conta una popolazione di 3.173 abitanti (censimento 2006).